# Jim Fullington
James "Jim" Fullington (Sandy, Utah, 16 de Junho de 1963 ), melhor conhecido por The Sandman, é um wrestler profissional norte-americano. Participou da Extreme Championship Wrestling, onde era chamado "The Hardcore Icon." The Sandman é creditado por ser o lutador que mais vezes conquistou o ECW Championship, com 5 reinados.
Trabalhou também na Total Nonstop Action Wrestling entre 2002 e 2003, e na WWE entre 2005 e 2007.

## Carreira

### Tri-State Wrestling
Inicialmente, entrou para o wrestling profissional na Tri-State Wrestling, com o ring name Mr. Sandman (Sr. Homem-Areia), tendo como manager, sua esposa Lori Fullington, que usava o nome Peaches nas lutas.

### Eastern/Extreme Championship Wrestling
Em Abril de 1993, Fullington entra para Eastern Championship Wrestling (futura Extreme Championship Wrestling), com uma gimmick de surfista e o ring name "The Hardcore Icon" ou "The Sandman".
Em um luta, derrotou Don Muraco, ganhando pela primeira vez o ECW Championship no dia 16 de Novembro de 1992, mas seu reinado durou mais de um ano, quando perdeu para Muraco mo dia 3 de abril de 1993.
Em Abril de 1995, Sandman conquistou o ECW Heavyweight Championship. Após a saída de Jim na ECW, em 1999, mudou para WCW, onde permaneceu menos de um ano.

### Retorno á ECW

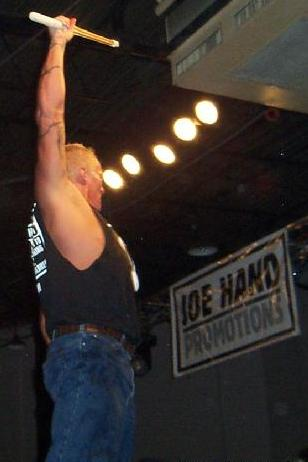
Sandman na ECW

Fullington, retornou em março de 2001 para ECW. No dia 7 de Janeiro do mesmo ano, no último pay-per-view da ECW,  Guilty as Charged, The Sandman ganhou o quinto ECW Heavyweight Championship numa Tables, Ladders, Chairs and Canes match. Mas, perdeu o título para Rhino.

### Xtreme Pro Wrestling
No ano de 2001, The Sandman mais uma vez abandona a ECW, indo para o Xtreme Pro Wrestling (XPW). Nesta época, venceu Johnny Webb, numa luta valendo o título XPW World Heavyweight Championship. Em 2002, abandona a XPW, trocando pela Total Nonstop Action Wrestling.

### TNA
Quando entrou para a TNA reencontrou os ex-lutadores da ECW, Raven e Justin Credible. Logo, The Sandman formou com Raven e Justin, o grupo "Team Extreme" (futuro Extreme Revolution). Deixou o TNA em 2005.

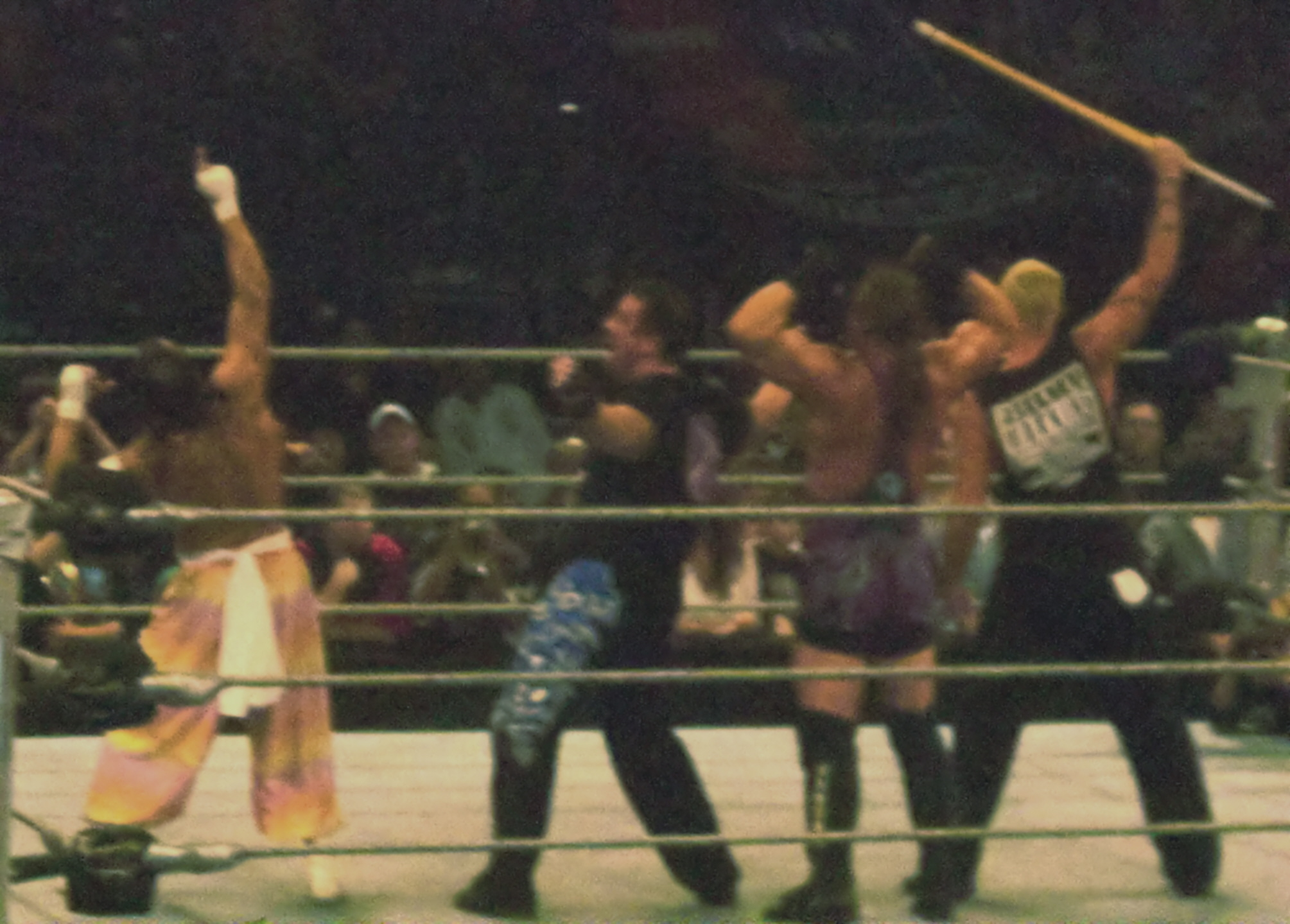
ECW Originals

### WWE
Na época em que entrou para a WWE, em 2005, obteve vários fãs quando este formou o stable "ECW Originals", com Tommy Dreamer, Sabu e Rob Van Dam. Fullington retirou-se do Wrestling em 2008.

## No Wrestling

### Golpes
- Finalizações e ataques secundários
  - DDT (geralmente em cima de uma cadeira ou em arames farpados)
  - Rolling Rock (Sentom bomb, geralmente com o oponente em cima de uma mesa)
  - White Russian Legsweep (Russian Legsweep com uma bengala de Singapura preso no pescoço do adversário)
    - Bulldog
    - Flapjack
    - Heinekenrana (Super Hurrincarana)
    - Philadelphia Jam / Bitchin' Leg Drop (Diving Leg Drop, na nuca do oponente)
    - Piledriver
    - Shots de Shinai
- Objetos Usados
  -     - bengala de Singapura
    - Taco de Snooker
    - Marreta
    - Lata de cerveja
    - Arame farpado
- Managers
  - Peaches / Lori Fullington
  - Woman
  - Missy Hyatt
  - Beulah McGillicutty
  - Chastity
  - Veronica Caine
  - Allison Danger
  - Tylene Buck
  - G.Q. Money
  - Rob Van Dam
  - Tommy Dreamer
  - Sabu
- Nicknames
  - "The Hardcore Icon"
  - "The Extreme Icon"
  - "The Blue Collar Hero"
- Temas de Entrada
  - "Mr. Sandman" de The Chordettes
  - "Surfing USA" de The Beach Boys
  - "Enter Sandman" de Metallica
  - "Enter Sandman" de Motörhead
  - "Nightmare" de Jim Johnston
  - "Twisted Transistor" de KoЯn
  - "The Bitch Is Back" de Elton John
  - "Big Shot" de Billy Joel

## Títulos e Prêmios
- All Entertainment Action Wrestling
  - AEAW American Heavyweight Championship (2 vezes, atual)
  - AEAW Hardcore Wrestling Championship (1 vez, atual)
- Eastern Championship Wrestling/Extreme Championship Wrestling
  - ECW World Heavyweight Championship (5 vezes)
  - ECW World Tag Team Championship (1 vez) - com 2 Cold Scorpio
  - Hardcore Hall of Fame (2007)
- Frontier Martial-Arts Wrestling
  - WEW World Tag Team Championship (1 vez) - com Kodo Fuyuki
- Future of Wrestling
  - FOW Hardcore Championship (1 vez)
- International Wrestling Cartel
  - IWC World Heavyweight Championship (1 vez)
- Stars and Stripes Championship Wrestling
  - SSCW Heavyweight Championship (1 vez)
- Total Nonstop Action Wrestling
  - TNA Hard 10 Tournament
- USA Pro Wrestling
  - USA Pro United States Championship (1 vez)
- Universal Wrestling Federation
  - UWF Universal Heavyweight Championship (1 vez)
- Westside Xtreme Wrestling
  - wXw Hardcore Championship (1 vez)
- Xtreme Pro Wrestling
  - XPW World Heavyweight Championship (1 vez)
  - XPW King of the Deathmatch Championship (1 vez)
- Pro Wrestling Illustrated
  - PWI o colocou como #250 dos 500 melhores lutadores de 2003